# Cuyuna
Cuyuna és una població dels Estats Units a l'estat de Minnesota. Segons el cens del 2000 tenia 231 habitants.

## Demografia
Segons el cens del 2000, Cuyuna tenia 231 habitants, 90 habitatges, i 64 famílies. La densitat de població era de 27,3 habitants per km².
Dels 90 habitatges en un 30% hi vivien nens de menys de 18 anys, en un 61,1% hi vivien parelles casades, en un 5,6% dones solteres, i en un 27,8% no eren unitats familiars. En el 22,2% dels habitatges hi vivien persones soles el 6,7% de les quals corresponia a persones de 65 anys o més que vivien soles. El nombre mitjà de persones vivint en cada habitatge era de 2,57 i el nombre mitjà de persones que vivien en cada família era de 2,95.
Per edats la població es repartia de la següent manera: un 26,8% tenia menys de 18 anys, un 6,9% entre 18 i 24, un 26,8% entre 25 i 44, un 26% de 45 a 60 i un 13,4% 65 anys o més.
L'edat mediana era de 39 anys. Per cada 100 dones de 18 o més anys hi havia 108,6 homes.
La renda mediana per habitatge era de 44.107 $ i la renda mediana per família de 48.750 $. Els homes tenien una renda mediana de 38.000 $ mentre que les dones 29.500 $. La renda per capita de la població era de 17.838 $. Entorn del 7,6% de les famílies i el 10% de la població estaven per davall del llindar de pobresa.

## Poblacions més properes
El següent diagrama mostra les poblacions més properes.